# Desulfuromonadaceae
Die Desulfuromonadaceae sind eine Familie von Bakterien. Viele Arten nutzen elementarem Schwefel (S0) und gewinnen durch Reduktion Energie, welche in den weiteren Stoffwechsel umgesetzt wird. Sie zählen also zu den sogenannten Schwefelatmer.

## Eigenschaften
Die Zellen der Desulfuromonadaceae sind stäbchenförmig oder gekrümmt. Alle Arten sind anaerob und tolerieren keinen Sauerstoff. Die meisten Arten sind durch ein Flagellum beweglich. Desulfuromonadaceae kommen im Brackwasser, Süßwasser und im Meer vor und zählen zu den Proteobacteria, wie für diese Gruppe typisch, ist der Gram-Test negativ.

## Stoffwechsel
Viele Arten der Desulfuromonadaceae zählen zu den Schwefelatmern, die durch Schwefelreduktion Energie gewinnen. Einfache organische Verbindungen wie Acetat dienen als Elektronendonatoren im Energiestoffwechsel und als Baustoffquellen. Elementarer Schwefel dient als Elektronenakzeptor. Hierbei werden durch die Oxidation der organischen Verbindungen Elektronen in eine Elektronentransportkette gebracht. Es wird eine protonenmotorische Kraft erzeugt, wodurch schließlich Adenosintriphosphat (ATP) gebildet wird. Der Schwefel nimmt als Elektronenakzeptor die Elektronen wieder auf und wird hierbei zu Schwefelwasserstoff (H2S) reduziert. Fumarat, Pyruvat und Malat sind weitere für verschiedene Arten als Elektronendonatoren verwertbare organische Stoffe. Durch die Reduktion von Schwefel zu Schwefelwasserstoff sind die Bakterien wichtig im Schwefelkreislauf der Erde.

## Systematik
Die Desulfuromonadaceae werden der Ordnung Desulfuromonadales zugeordnet und enthalten die folgenden Gattungen:
- Desulfuromonas Pfennig & Biebl 1977
- Desulfuromusa Liesack and Finster 1994
- Geoalkalibacter Zavarzina et al. 2007
- Malonomonas Dehning and Schink 1990
- Pelobacter Schink and Pfennig 1983